# Myconiówka
 
Myconiówka – polana w szczytowych partiach Łopienia (961 m n.p.m.) w Beskidzie Wyspowym. Znajduje się w obrębie wsi Dobra w województwie małopolskim, w powiecie limanowskim, w gminie Dobra.
Myconiówka znajduje się na wysokości ok. 900 m n.p.m. Jest to rozległy, stosunkowo płaski i trawiasty teren z wszystkich stron otoczony lasem. Widoki przesłania las, sama polana jest jednak doskonałym miejscem na biwak. W lesie poniżej północno-wschodniego krańca polany znajduje się źródło zwane Głodną Wodą, a poniżej niego rozciągają się tzw. Bagna Łopieńskie. Nieco na północny zachód, w lesie, ok. 200 m poniżej polany znajduje się największa jaskinia Beskidu Wyspowego – Jaskinia Zbójecka w Łopieniu o długości korytarzy ponad 400 m. Wraz z Bagnami Łopieńskimi wchodzi ona w skład obszaru chronionego Uroczysko Łopień.
Polana była dawniej koszona i wypasana. W 1863 r. stanowiła ona własność dworu, który za opłatą zezwalał mieszkańcom pobliskich miejscowości na użytkowanie polany. Od dawna przestała już być użytkowana rolniczo ze względu na nieopłacalność ekonomiczną. Porost trawy jest tu słaby, dominuje bliźniczka psia trawka – gatunek charakterystyczny dla gleb suchych i bardzo jałowych, z rolniczego punktu widzenia nieużyteczny. Obecnie rozbijają tu czasami swój obóz grupy turystów, speleolodzy badający liczne jaskinie Łopienia, odbywają się zawody strażackie, zloty i inne imprezy (np. Odkryj Beskid Wyspowy).
Przez Myconiówkę prowadzą dwa szlaki turystyki pieszej oraz szlak rowerowy.

## Szlaki turystyczne
Dobra – Myconiówka – polana Jaworze – Przełęcz Rydza-Śmigłego – Mogielica. Czas dojścia z Dobrej na Myconiówkę ok. 1:45 h, ↓ 1 h, suma podejść 490 m, odległość 4,9 km.
 Tymbark – Łopień Wschodni – Łopień Środkowy – Myconiówka – polana Jaworze

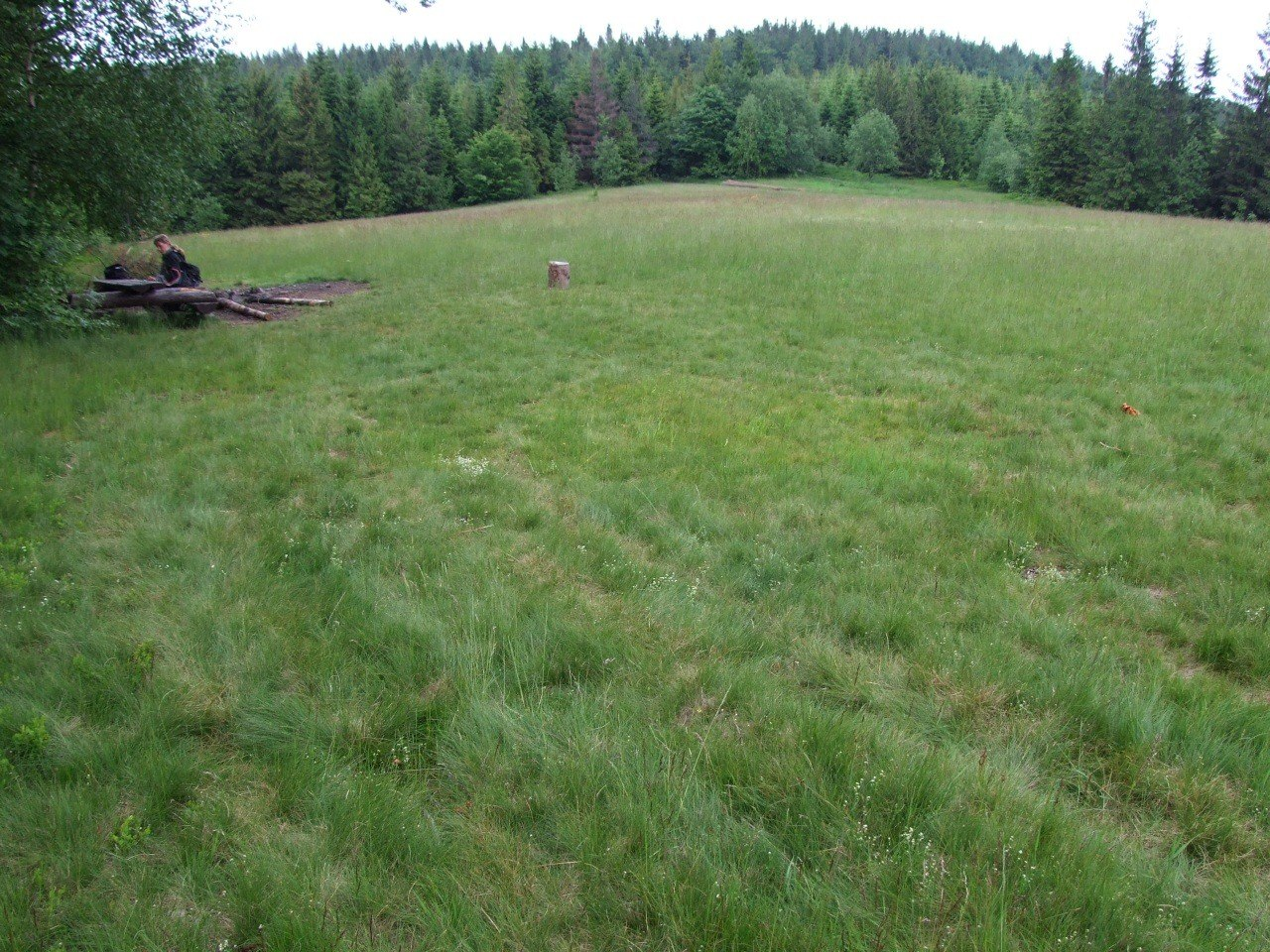
Myconiówka